# Hohloh
De Hohloh is een berg in de deelstaat Baden-Württemberg, Duitsland. De berg heeft een hoogte van 988 meter en is gelegen in het Zwarte Woud.